# Бежґлінек
Бежґлінек (пол. Bierzglinek, нім. Burgdorf) — село в Польщі, у гміні Вжесня Вжесінського повіту Великопольського воєводства.
Населення — 1305 осіб (2011).
У 1975-1998 роках село належало до Познанського воєводства.

## Демографія
Демографічна структура станом на 31 березня 2011 року:
|          | Загалом | Допрацездатний вік | Працездатний вік | Постпрацездатний вік |
| -------- | ------- | ------------------ | ---------------- | -------------------- |
| Чоловіки | 664     | 168                | 446              | 50                   |
| Жінки    | 641     | 130                | 391              | 120                  |
| Разом    | 1305    | 298                | 837              | 170                  |